# Wardan Mamikonian
Wardan Mamikonian, orm. Վարդան Մամիկոնյան (zm. ok. 451) – członek bogatego i wpływowego w Armenii rodu Mamikonianów, męczennik chrześcijański, święty Apostolskiego Kościoła Ormiańskiego.
Zasłynął jako wódz i duchowy przywódca ormiańskich chrześcijan w V wieku. Przez samych Ormian uważany jest za jednego z największych bohaterów narodowych. W uznaniu zasług i męczeńskiej śmierci Apostolski Kościół Ormiański uznaje go za świętego, jest patronem wielu świątyń na terenie samej Armenii jak i w diasporze.
Wardan urodził się pod koniec IV lub na początku V wieku. Był synem Hamazaspa Mamikonian i Sahakanusz, córki arcybiskupa Armenii świętego Sahaka Wielkiego, mającej, wedle podań, wśród przodków królów z dynastii Arsacydów i św. Grzegorza Oświeciciela. W 432 roku Wardan został mianowany sparapetem i wezwany na dwór szacha do Ktezyfonu. Niewiele wiadomo na temat jego pobytu w Persji, ale w 450 roku powrócił do Armenii i wobec prześladowań perskich na tle religijnym stanął na czele buntu miejscowych chrześcijan. Zginął w największej bitwie powstania, pod Awarajr w 451 roku.
Śmierć przywódcy nie zakończyła jednak powstania nad którym dowództwo objął Wahan Mamikonian, syn jednego z braci Wardana. Mimo klęski pod Awarajr, Ormianom udało się odzyskać względną autonomię i swobody religijne, co zapewniał im traktat zawarty w Nwarsak.